# Carrickfergus
Carrickfergus est la plus vieille ville du comté d'Antrim, en Irlande du Nord.  Son nom lui vient de Fergus Ier de Dal Riada, 6e roi de Dal Riada, son nom irlandais, Carraig Fhearghais, signifiant « le rocher de Fergus ». Au recensement de 2001, la ville comptait 27 201 habitants. Se trouvant à près de 10 kilomètres de l'ancien village de Straid, elle est le centre administratif du borough de Carrickfergus.

## Histoire

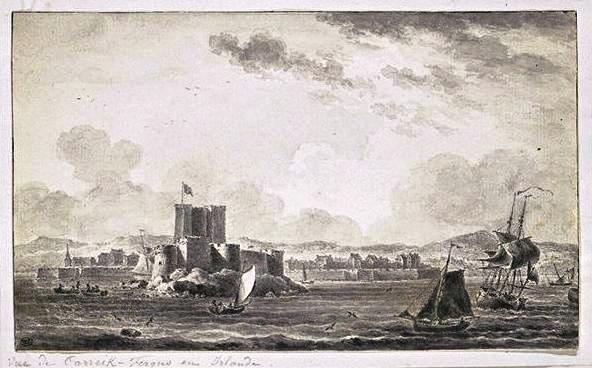
Une vue de Carrickfergus et de son fort, à la fin du XVIIIe siècle. (Nicolas Ozanne)

Carrickfergus est située sur la côte nord de Belfast Lough, et abrite un château du XIIe siècle, l'un des châteaux normands les mieux conservés d'Irlande. Il fut construit vers 1180 par John de Courcy. L'église St. Nicholas date également de la fin du XIIe siècle. 
Carrickfergus précéda Belfast en tant que colonie urbaine, et pendant longtemps, elle fut à la fois plus grande et plus importante que cette cité proche. D'ailleurs Belfast Lough fut appelé Baie de Carrickfergus jusqu'au XVIIe siècle. Pendant un certain temps, Carrickfergus et ses alentours furent traités comme un comté séparé, ils font depuis partie du comté d'Antrim. 
La bataille de Carrickfergus, épisode de la Guerre de neuf ans en Irlande, eut lieu dans et autour de la ville en novembre 1597. Elle mit aux prises les forces royales de la reine Élisabeth Ire et le clan écossais des MacDonnell. Elle aboutit à la défaite des Anglais.
En 1637, la ville vendit ses droits de douane, qui s'appliquaient de Groomsport dans le comté de Down à Larne dans le comté d'Antrim, à la ville de Belfast, ce qui participa à son déclin, alors que la province d'Ulster se développait.
Du 21 au 26 février 1759, la ville est brièvement prise lors d'une descente française menée par le corsaire François Thurot. En 1778, Belfast Lough, près de la ville, fut le théâtre d'une des premières batailles de la guerre d'indépendance américaine. John Paul Jones attaqua un navire de guerre britannique, et le força à amener ses couleurs.
La ville fut autrefois un centre important de l'industrie textile. Maintenant c'est un centre pour la voile de plaisance avec la marina de Carrickfergus et le Carrickfergus Sailing Club. La ville se trouve maintenant englobée dans la conurbation du Grand Belfast, puisqu'elle se trouve à 11,5 kilomètres du centre de la cité. 
Le 8 septembre 2007, Carrickfergus accueillait The Proms, avec, pour vedettes, Alison Balsom, Alfie Boe, et le chef d'orchestre d'Ulster, Kenneth Montgomery.
Le 29 avril 2011, le titre de 1er baron Carrickfergus est octroyé par la reine Élisabeth II à son petit-fils le duc William de Cambridge, fils aîné du prince de Galles.

## Résidents marquants
- Andrew Jackson, 7e président des États-Unis, est né en 1767 à Waxshaws, dans une région de la Caroline du Sud à prédominance irlandaise et écossaise, deux ans après que ses parents eurent quitté Boneybefore, près de Carrickfergus. Dans le village, un centre du patrimoine rend hommage au souvenir du « Vieux noyer » (« Old Hickory »), le président des petites gens.
- Jonathan Swift, poète et satiriste, vécut à Kilroot, une banlieue à l'est de Carrickfergus. C'est là qu'il écrivit Le Conte du tonneau entre 1694 et 1697.
- Mary Butters (vers 1770 - vers 1850), sorcière connue sous nom de sorcière de Carnmoney, est née à Carrickfergus.
- William Orr, de la Société des Irlandais unis, fut pendu à Carrickfergus le 14 octobre 1797 pour sa participation à la rébellion manquée.
- La famille de Louis MacNeice emménagea dans la ville lorsque celui-ci avait deux ans, son père ayant été nommé pasteur de St Nicholas. Il quitta Carrickfergus à l'âge de 10 ans, pour faire ses études dans un internat anglais. Un de ses poèmes les mieux connus, Carrickfergus (1937), rapporte ses sentiments ambigus pour la ville où il passa sa première enfance.
- Jackie Woodburne, une actrice de Les Voisins, est né à Carrickfergus en 1957.
- Robert Adrain, (1775-1843), mathématicien, est né à Carrickfergus[2].
- Giselle Allen, soprano, réside actuellement à Carrickfergus. Elle a interprété la chanson folk Carrickfergus lors des Proms de 2007, qui eurent lieu dans cette ville.
- Kristina Grimes, finaliste de la série britannique The Apprentice, a vécu dans cette ville.
- Stuart Robinson et Andy Pugh, présentateurs radio sur Belfast CityBeat.
- La célébrité locale Billy Bowles réside à Carrickfergus.
- L'ancien lutteur de la WWE, Dave Finlay, est né et a été élevé dans le village proche de Greenisland.
- Jason Addley a démarré NIDJ à Carrickfergus.

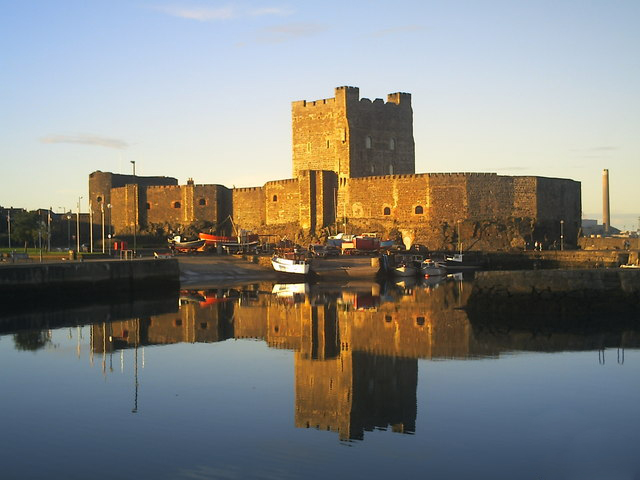
Chateau de Carrickfergus

## Éducation
Il y a de nombreuses écoles primaires et collèges à Carrickfergus.
- Acorn Primary School
- Carrickfergus Grammar School[3]
- Carrickfergus Model Primary School
- Carrickfergus College[4]
- Downshire School[5]
- Eden Primary School
- Oakfield Primary School
- Sunnylands Primary School
- St.Nicholas Primary school
- Ulidia Integrated College[6]
- Victoria Primary School
- Woodburn Primary School
- Woodlawn Primary School

## Sport
- Carrickfergus Rugby Football Club
- Carrick Rangers
- Carrickfergus Sailing Club
- Carrickfergus Golf Club
- Carrickfergus Cricket Club
- Carrickfergus Knights American Football Club
- Castle Hockey Club

## Transport
La gare de Carrickfergus a ouvert le 1er octobre 1862.

## Recensement de 2001
Carrickfergus est classée par « the Northern Ireland Statistics and Research Agency » (NISRA) comme une ville (population comprise entre 18 000 et 75 000 personnes) située à l'intérieur de la zone urbaine métropolitaine de Belfast (BMUA). Au recensement du 29 avril 2001, il y avait 27 201 personnes vivant à Carrickfergus. Parmi elles:
- 23,2 % étaient âgées de moins de 16 ans et 15,9 % avaient 60 ans et plus
- 48,6 % de la population sont des hommes et 51,4 % des femmes
- 7,8 % appartiennent à un milieu catholique romain, et 86,1 % à un milieu protestant
- 3,6 % des personnes d'âge compris entre 16 et 74 ans sont sans emploi.

Pour plus de détails, voir: Northern Ireland Neighbourhood Information

## Jumelage
- Portsmouth (New Hampshire)

## Chanson
- Très vieille chanson traditionnelle irlandaise (Do Bhi Bean Uasal), traduite au XIXe siècle en anglais et interprétée par de nombreux artistes anglo-saxons, également traduite et interprétée en français par Joe Dassin : Mon village du bout du monde. Nana Mouskouri en 1970 : Down and out and far from home